# Taquaritinga do Norte
Taquaritinga do Norte este un oraș în Pernambuco (PE), Brazilia.